# Mongoloraphidia kaltenbachi
Mongoloraphidia kaltenbachi är en halssländeart som beskrevs av H. Aspöck et al. 2002. Mongoloraphidia kaltenbachi ingår i släktet Mongoloraphidia och familjen ormhalssländor. Inga underarter finns listade i Catalogue of Life.